# Rhaphidophora angustata
Rhaphidophora angustata Schott – gatunek wieloletnich, wiecznie zielonych pnączy z rodziny obrazkowatych, pochodzących z obszaru od Półwyspu Malajskiego do Sumatry, zasiedlających lasy deszczowe. Komórki tych roślin posiadają 60 chromosomów tworzących 30 par homologicznych.